# NGC 5243
NGC 5243 is een spiraalvormig sterrenstelsel in het sterrenbeeld Maagd. Het hemelobject werd op 17 maart 1787 ontdekt door de Duits-Britse astronoom William Herschel.

## Synoniemen
- UGC 8592
- MCG 7-28-36
- ZWG 218.27
- IRAS 13340+3836
- PGC 48011